# Microchilus zingarae
Microchilus zingarae är en orkidéart som beskrevs av Paul Ormerod. Microchilus zingarae ingår i släktet Microchilus och familjen orkidéer. Inga underarter finns listade i Catalogue of Life.